# Ceratophryidae
Ceratophryidae är en familj av groddjur som ingår i ordningen stjärtlösa groddjur (Anura). Enligt Catalogue of Life omfattar familjen Ceratophryidae 85 arter. 
Familjens arter förekommer i Sydamerika.
Släkten enligt Catalogue of Life:
- Atelognathus, bör flyttas till Batrachylidae[2]
- Batrachophrynus, bör infogas i Telmatobius[2]
- Batrachyla, bör flyttas till Batrachylidae[2]
- Ceratophrys, 8 arter.
- Chacophrys, 1 art.
- Lepidobatrachus, 3 arter.
- Telmatobius, enligt nyare taxonomi självständig familj, Telmatobiidae.[2]